# إيزابيل فرنانديز
إيزابيل فرنانديز مواليد 5 يونيو 1985، هي لاعبة كرة يد أنغولية سابقة. مثلت أنغولا. شاركت في دورة الألعاب الأولمبية الصيفية سنة 2004.

## سجل المنافسة
شاركت في البطولات التالية:
- الألعاب الأولمبية الصيفية 2004
- الألعاب الأولمبية الصيفية 2008
- الألعاب الأولمبية الصيفية 2012
- بطولة العالم لكرة اليد للسيدات 2011

## روابط خارجية
- إيزابيل فرنانديز على موقع اللجنة الأولمبية الدولية (الإنجليزية)
- إيزابيل فرنانديز على موقع أوليمبيديا (الإنجليزية)